# 灯泡 (多肉植物)
灯泡，是番杏科肉锥花属多肉植物，主要分布在南非和纳米比亚。因酷似灯泡而得名。光照充足的环境中表皮呈红色。花淡紫红色，中心白色。可作为观赏性植物栽培。
灯泡夏季休眠，春季或秋季开花。与许多肉锥花属的其它植物不同，灯泡主要分布在春季及初夏降雨的地区，而其生境大部分时间极度干旱，因此植株体可能会依靠冬季岩砾上凝结的雾气来维持其生存。休眠时，其最外层的组织干燥为白色的薄纸状覆盖在植株体表面，降雨期打破休眠后，干燥的组织会自然脱落。